# Beniamino Bonomi
Beniamino Bonomi (Verbania, Verbano-Cusio-Ossola, 9 de março de 1968) é um ex-canoísta italiano especialista em provas de velocidade.

## Carreira
Foi vencedor da medalha de ouro em K-2 1000 m em Sydney 2000 junto com o seu colega de equipa Antonio Rossi.
Foi vencedor da medalha de prata em K-1 1000 m em Atlanta 1996.
Foi vencedor da medalha de prata em K-2 500 m em Atlanta 1996 junto com o seu colega de equipa Daniele Scarpa.
Foi vencedor da medalha de prata em K-2 1000 m em Atenas 2004 junto com o seu colega de equipa Antonio Rossi.